# Enigmoteuthis dubia
Enigmoteuthis dubia is een inktvissensoort uit de familie van de Enoploteuthidae. De wetenschappelijke naam van de soort is voor het eerst geldig gepubliceerd in 1960 door Adam.